# Aberdeen (Nowa Szkocja)
Aberdeen – miejscowość (community; przed 26 czerwca 2007 dispersed rural community) położona w Kanadzie, we wschodniej części kanadyjskiej prowincji Nowa Szkocja, zasiedlona od 2 połowy XIX wieku. W 1956 liczyła 83 mieszkańców.

## Położenie
Miejscowość (community; przed 26 czerwca 2007 dispersed rural community) jest położona w hrabstwie Inverness, około 6 km od Whycocomagh, na zachód od Bras d’Or Lake (45°58′15″N, 61°03′34″W), w kanadyjskiej prowincji Nowa Szkocja.

## Historia i nazewnictwo
Miejscowość (która nazwę – nadaną w 1899 przez pochodzącego z miejscowości Tyrie poczmistrza Petera Carmichaela – nosi po szkockim mieście Aberdeen; nazwa urzędowo zatwierdzona 3 maja 1951) założona na obszarze nadań z 1862 dla Thomasa D. Archibalda oraz z 1867 dla Flory Campbell i zasiedlona przez osadników: Josepha Reeda, George’a Mallinga, Murdocha Carmichaela, Donalda i Lachlina MacCallumów, Harveya MacAulaya, Malcolma (lub Angusa) Martina oraz Donalda McLeoda.
Dominuje uprawa roli, od 1908 w Aberdeen działała szkołą, w latach 1899–1968 działał (w ramach trasy pocztowej z Baddeck do stacji kolejowej Orangedale) w miejscowości (zlikwidowany w związku z ustanowieniem Whycocomagh RR (rural route) No. 4) urząd pocztowy (poczmistrze: 1899–1902 – Peter Carmichael, 1902–1913 – Daniel M. Carmichael, 1913–1940 – Catherine Carmichael, 1940–1950 – Murdoch Alexander Carmichael, 1951–1967 – Rachel MacFadyen), a w 1919 najbliższa stacja kolejowa znajdowała się w odległym o ponad 15 km Orangedale.

## Demografia
W 1919 miejscowość zamieszkiwało 100 osób, a w 1956 – 83 osób.